# Conselho Nacional do Meio Ambiente
O Conselho Nacional do Meio Ambiente (CONAMA), criado pela Lei Federal nº 6.938/81 é o órgão colegiado brasileiro responsável pela adoção de medidas de natureza consultiva e deliberativa acerca do Sistema Nacional do Meio Ambiente. Este Conselho é composto por representantes dos governos federal, estadual e municipal, por representantes de empresários, e por representantes de ONG's e demais integrantes da sociedade civil organizada.
Quando foi criado, na década de 1980, o Secretário do Meio Ambiente era o Presidente do CONAMA. Com a criação definitiva do Ministério do Meio Ambiente em 1992, as atribuições administrativas do Secretário do Meio Ambiente passaram a ser exercidas pelo Ministro do Meio Ambiente.
Com a edição do Decreto nº 9.672/2019, o departamento no Ministério do Meio Ambiente responsável pelo CONAMA passou a se chamar Departamento de Apoio ao Conselho Nacional do Meio Ambiente (DCONAMA).
O CONAMA é competente para o estabelecimento de normas e critérios para o licenciamento ambiental, como também, para o estabelecimento de padrões de controle da poluição ambiental, atribuições que são exercidas por meio de atos administrativos normativos chamados de resoluções.
O CONAMA se reúne ordinariamente em Brasília e pode realizar reuniões extraordinárias fora de Brasília desde que tenha sido feita convocação pelo presidente ou por requerimento de 2/3 dos membros do Conselho. As reuniões do CONAMA são públicas e abertas ao público.

## Colegiados ambientais em outros entes federativos
Este modelo baseado em conselhos de políticas públicas ambientais é adotado também pelos estados, distrito federal e municípios como uma das obrigações jurídicas impostas aos entes federativos pela Lei das Competências Ambientais (a Lei Complementar nº 140/2011), Normalmente, os estados e os municípios se utilizam diferentes siglas para se referir tanto ao "conselho estadual do Meio Ambiente", quanto ao Conselho Municipal de Meio Ambiente.
Alguns juristas defendem que por paralelismo ao CONAMA e por determinação da Resolução CONAMA nº 237/1997, os conselhos de meio ambiente dos estados, do Distrito Federal e dos municípios também deverão possuir participação social na sua composição, sob pena de não poderem promover o licenciamento ambiental.